# Proapteryx
Proapteryx je vyhynulý rod kiviho, který se v raném miocénu (před 19–16 miliony let) vyskytoval na Novém Zélandu. Je znám jediný druh Proapteryx micromeros. Zkamenělina ptáka byla nalezena ve středním Otagu v jezerních sedimentech u řeky Manuherikia. Druh je součástí tzv. svatobathské fauny (St Bathans fauna).

## Popis
Proapteryx micromeros byl popsán na základě dvou zkamenělých kostí nalezených v roce 2012. Jednalo se o pravou stehenní kost a poničenou levou čtvercovou kost (součást spodní čelisti). P. micromeros dosahoval jen třetinové velikosti recentních druhů kiviů. Nalezená stehenní kost je kratší a jen polovičního průměru stehenní kosti kiviho malého (nejmenší recentní zástupce kiviů). Podle odhadů P. micromeros vážil kolem 234–377 g (srv. kivi malý váží nejméně 800 g).

## Význam nálezu
Nález druhu je významný v tom, že potvrzuje přítomnost kiviů na novozélandském kontinentu již před 19 miliony lety. Další důležitou charakteristikou P. micromeros je to, že patrně měl křídla a uměl létat, což podporuje hypotézu, že prapředci dnešních kiviů na Nový Zéland doletěli a nikoliv přišli po pevnině (to by bylo možné jen před vydělením Nového Zélandu z Gondwany, cca před 80 miliony lety). Pro definitivní potvrzení této teorie je však potřeba nálezu zkamenělých kostí křídel.